# フラワーガール

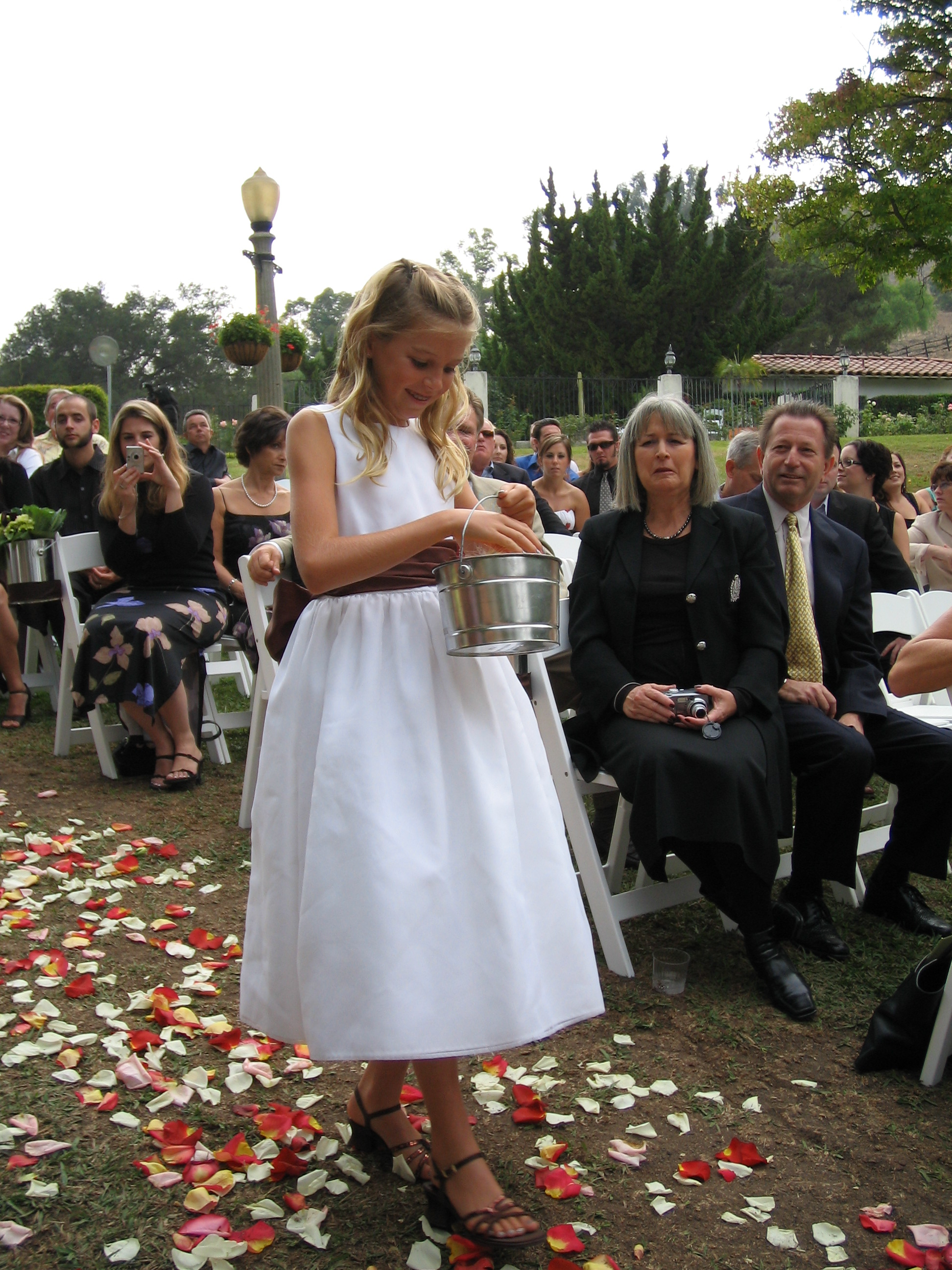
フラワーガール

フラワーガール（英語：flower girl）は、結婚式の時に花嫁の後ろ（あるいは前）を歩き花を蒔いていく女の子（主に幼女が多い）のことである。

## 概要
- キリスト教式の結婚式の時にバージンロードを花嫁の長いベールの裾を持って歩く役割と、花嫁の前を歩いて誘導する役割と、後ろを歩きながら花を蒔いていく役割と分かれるが、6人から10人位くらいはいる。
- 近親者の子供の中から、4歳から10歳ぐらいの女の子を一人もしくは複数選ぶことも多い。
- 衣装は花嫁のドレスと同じ基調であることが多く、白かピンク、たまに薄い黄色かホワイトグリーンの場合もある。
- ヨーロッパの、特に田舎の結婚式では、花を撒いた後、お祭りごとなので小さい子供同士で踊ったりもする。

## 関連項目

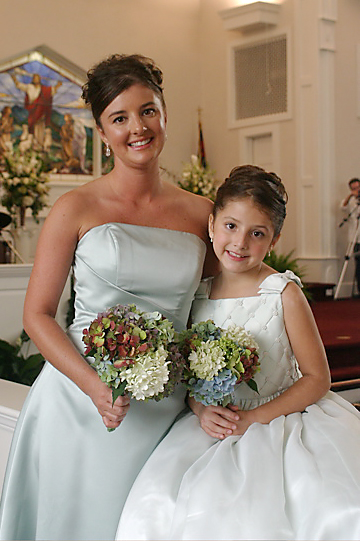
ブライズメイド

## フラワーガールが登場する作品

### 映画
- 哀しみの終わるとき
- スリーメン&リトルレディ

### テレビドラマ
- フルハウス
- 愉快なシーバー家